# Louis Ephraim Meyer
Louis Ephraim Meyer (* 12. Oktober 1821 in Hannover; † 2. Februar 1894 ebenda) war ein Bankier.

## Leben

### Familie
Louis Ephraims Vater, Ephraim Meyer (1779 in Schnaittach; † 1849) leitete ein 1797 gegründetes Bankhaus. Seine Schwester war die Mutter von Moritz Magnus.

### Werdegang
Louis Ephraim Meyer durchlief eine kaufmännische Ausbildung im väterlichen Geschäft. Als er 1847 Teilhaber wurde, firmierte das Geschäft um in Bankhaus Ephraim Meyer & Sohn, und nach seines Vaters Tod wurde er Alleininhaber. 1856 erwarb er das Dachenhausenpalais, in das er die Geschäftsräume verlegte.
Er beteiligte sich am Peiner Hüttenwerk, an der Aktien-Zuckerfabrik Neuwerk, der Hannoverschen Eisengießerei, der Lindener Aktienbrauerei, an den Georg Egestorff Salzwerken und Chemischen Fabriken und an der Silberleithe. 1872 war er Mitbegründer der Braunschweig-Hannoverschen Hypothekenbank und 1890 der Hannoverschen Immobilien Gesellschaft.
Meyer war Mitglied der Handelskammer und gehörte dem Reichsbankausschuss an. 1871 wurde er Kommerzienrat und 1886 Geheimer Kommerzienrat.
Bestattet ist er auf dem Jüdischen Friedhof An der Strangriede.
Ende 1894 erwarb die Norddeutsche Bank eine kommandantistische Beteiligung in Höhe von 4 Millionen Mark an dem Bankhaus. 1926 geriet es in eine Liquiditätskrise und wurde der Industriellenfamilie Gumpel angeschlossen. Aus der Gründerfamilie verblieb Erich Meyer als leitender Angestellter. In der Bankenkrise 1931/32 erlitt es Wertpapierverluste und wurde im Dezember 1933 unter Beteiligung der Dresdner Bank liquidiert.